# 1936 ve fotografii
Tento článek obsahuje významné fotografické události v roce 1936.

## Události

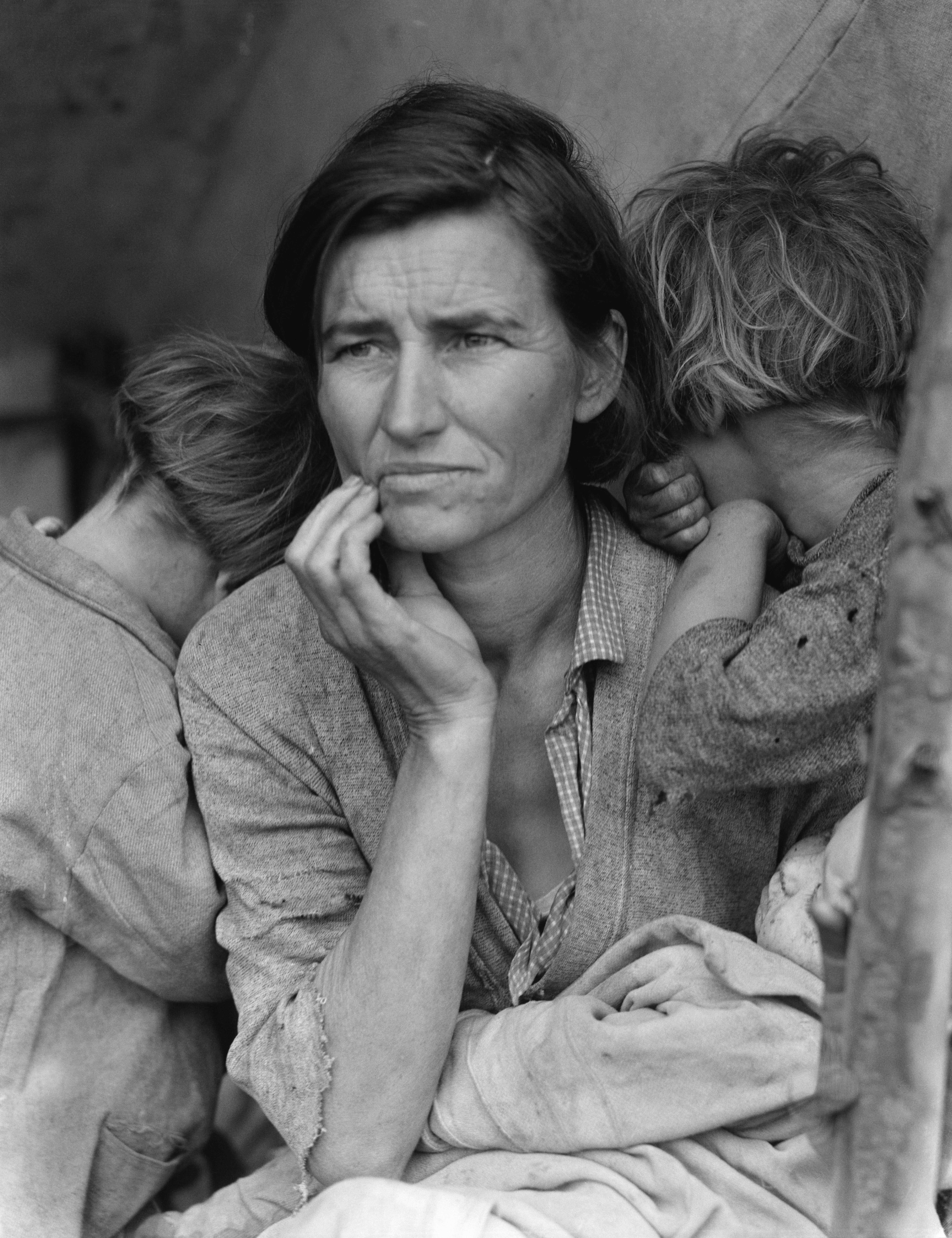
Dorothea Langeová vyfotografovala snímek Kočující matka (portrét Florence Owensové Thompsonové)

- IHAGEE uvedl na trh Ihagee Kine Exakta 1, svou první jednookou zrcadlovku na 35mm film.
- Začal vývoj Kodachrome vícevrstevného inverzního barevného filmu.
- Strong zvýšil světelnost objektivů snížením reflexů (T-optika).
- Otto Bettmann (1903–1998), německý muzejní kurátor, který emigroval do Spojených států v roce 1935 a vzal s sebou 2 kufry obsahující téměř 25 000 obrázků, většina negativů, které sám vytvořil a založil v New Yorku Bettmannův archiv, banku fotografií a obrazů zachycujících historii 20. století. Některé dokonce pocházejí z období americké občanské války (1861–1865) a zahrnují některé z nejznámějších historických obrazů v historii Spojených států.
- V New Yorku byla založena společnost Photo League

- Léto – vypukla Španělská občanská válka. Fotografové Endre Friedmann a jeho partnerka Gerda Taro, kteří společně vymysleli jméno Robert Capa, cestují z Paříže, aby válku dokumentovali.
- 5. září – Robert Capa pořídil snímek The Falling Soldier (Loyalist Militiaman at the Moment of Death, Cerro Muriano).
- 23. listopadu – fotografie Margarety Bourke-Whiteové výstavby přehrady Fort Peck Dam byly otištěny v prvním čísle magazínu Life.
- Dorothea Langeová vyfotografovala snímek Kočující matky (portrét Florence Owensové Thompsonové).
- Edward Weston pořídil fotografii Akt (Charis, Santa Monica). Modelkou byla jeho múza a asistentka Charis Wilsonová, se kterou se o rok později oženil.
- Gerdy Taro pořídila fotografii Republikánská milicionářka v Barceloně. Fotografie zobrazuje členku republikánské milice, jak trénuje na pláži Somorrostro v Barceloně ve čtvrti Barceloneta.

## Narození v roce 1936
- 1. ledna – Norihiko Macumoto, japonský fotograf
- 14. ledna – Agathe Gaillardová, 83, francouzská galeristka, která v roce 1975 otevřela první galerii ve Francii věnovanou výhradně fotografii († 13. června 2025)
- 22. ledna – Gunnar Høst Sjøwall, 77, norský fotograf († 9. září 2013)
- 4. března – René Robert, švýcarský fotograf aktivní ve Francii († 20. ledna 2022)
- 14. dubna – George Kalinsky, americký sportovní fotograf (Madison Square Garden, New York Mets) († 16. ledna 2025)
- 28. dubna – Ans Westra, novozélandská dokumentaristka původem z Nizozemska, portréty Maorů (Washday at the Pa) († 26. února 2023)
- 17. května – Dennis Hopper, americký fotograf, malíř, sochař, herec a režisér († 29. května 2010)
- 1. června – Dezider Németh, slovenský publicista, filmař a fotograf († 21. prosince 2011)
- 2. června – Miroslav Khol, český fotograf
- 7. června – David Redfern, anglický fotograf († 23. října 2014)
- 10. června – Thomas Höpker, německý fotograf, člen Magnum Photos, známý pro stylové barevné fotografie, dokumentoval zničení Světového obchodního centra 11. září 2001, systematicky portrétoval boxera Muhammada Aliho († 10. července 2024)
- 14. června – Wolfgang Behrendt, německý boxer a fotograf, dokumentoval osm olympiád
- 16. června – Janusz Mielczarek, polský fotograf, řádný člen a držitel titulu Artysta Fotoklubu Rzeczypospolitej Polskiej (AFRP). Člen Rady Fotoklubu RP. Řádný člen Slezské oblasti Svazu polských uměleckých fotografů, čestný člen Fotografické společnosti Edmunda Osterloffa v Radomsku. († 11. května 2025)
- 16. června – Sergej Grigorjevič Vasiljev, ruský fotograf († 20. listopadu 2021)
- 15. července – John Blakemore, anglický fotograf, který pracoval v dokumentární fotografii, krajinářské fotografii, fotografii zátiší a vytvářel ručně vyráběné knihy († 14. ledna 2025)
- 27. července – Roland Freeman, americký fotograf a oceňovaný dokumentátor jižanské lidové kultury a afroamerických quilterů († 7. srpna 2023)
- 8. srpna – Colin Jones, anglický baletní tanečník, fotograf a fotožurnalista († 22. září 2021)
- 18. srpna – Jiří Haleš, český chemik, projektant, herpetolog, jeskyňář (speleolog), fotograf, cestovatel, znalec Sahary a ochránce přírody. Fotografoval a aktivně se zapojoval do aktivit souvisejících s ochranou přírody (speciálně plazů a také jeskyní). Během srpnové okupace Československa v roce 1968 pořídil cyklus reportážních fotografií, které publikoval v Jugoslávii.
- 18. srpna – Zaur Dachte, sovětsko-tádžicko-íránský kameraman, filmař a fotograf († 15. srpna 2024)
- 14. září – Terence Donovan, britský fotograf († 22. listopadu 1996)
- 14. září – Lucas Samaras, americký fotograf, sochař a malíř řeckého původu (†  7. března 2024)
- 1. října – Amos Badertscher, americký fotograf – samouk, fotografoval výhradně černobíle, kronikář subkulturní scény v Baltimoru v 70. a 80. letech († 24. července 2023)
- 5. října – Ewa Rudlingová, švédská portrétní fotografka a spisovatelka, působila v Paříži a Stockholmu († 31. října 2024)
- 7. října – Šisei Kuwabara, japonský fotoreportér nejznámější díky svým reportážím o účincích otravy rtutí lidí v Minamatě a okolí po dobu asi čtyřiceti let
- 8. října – Cuneo Enari, japonský novinář, fotograf a profesor
- 10. prosince – Léon Herschtritt, francouzský humanistický fotograf († 21. listopadu 2020)[1]
- 11. prosince – Jurij Vasiljevič Abramočkin, ruský fotograf († 5. dubna 2018)
- 18. prosince – Cor Jaring, nizozemský fotograf a konceptuální umělec († 17. listopadu 2013)
- 24. prosince – Dirck Halstead, americký fotožurnalista († 25. března 2022)
- 27. prosince – Igor Kostin, moldavský fotograf († 9. června 2015)
- ? – Felicia Abbanová, první profesionální fotografka v Ghaně. V 60. letech mnoho let pracovala jako dvorní fotografka prvního prezidenta země Kwama Nkrumaha * 1936/1937 († 4. ledna 2024)
- ? – Malick Sidibé, malijský fotograf († 14. dubna 2016)
- ? – Michel Gravel, kanadský fotograf a fotoreportér († 13. ledna 2021).[2]
- ? – Małgorzata Apathy, polská umělecká fotografka a členka Slezského okresu Svazu polských uměleckých fotografů a Katowické fotografické společnosti (1936–2005)
- ? – Kazumi Kurigami, japonský komerční a umělecký fotograf
- ? – Šinzó Hanabusa, japonský fotograf
- ? – John Max (John Porchawka), kanadský fotograf ukrajinského původu. († 5. května 2011)
- ? – Weng Naiqiang, čínský fotograf

## Úmrtí v roce 1936
- 16. ledna – Oskar Barnack, průkopník fotografické techniky (* 1. listopadu 1879)
- 5. dubna – Maria Tesch, švédská profesionální fotografka (* 23. června 1850)
- 17. dubna – Imre Gábor Bekey, maďarský fotograf a speleolog (* ? 1872)
- 12. května – Peter Henry Emerson, britský fotograf (* 13. května 1856)
- 8. června – Anton Blomberg, švédský fotograf (* 25. března 1862)
- 14. června – Karel Goszler, český účetní soudní revident, kontrolor Občanské záložny, spoluzakladatel OKČT Louny a fotograf (* 12. prosince 1865)
- 16. června – Joseph Daniel Bagley, americký včelař, podnikatel a fotograf, zakládal galerie (* 17. prosince 1874)
- 25. června – Petr Ivanovič Šumov, rusko-francouzský fotograf (* 26. března, 1872)
- 8. července – Rudolf Koppitz, rakouský fotograf českého původu (* 3. ledna 1884)
- 25. července – Henry Wellcome, americký podnikatel ve farmaceutickém průmyslu a archeolog, jako jeden z prvních použil letecké snímkování z draků na archeologickém nalezišti v Súdánu (* 21. srpna 1853)
- 17. září – Lorenz Saladin, švýcarský horolezec, novinář, fotograf a cestovatel (* 28. října 1896)
- 28. září – Robert Welch, irský fotograf (* 22. července 1859)
- 29. září – Cornelia Clarkeová, americká fotografka přírody, publikovala v časopisech, encyklopediích, knihách a novinách (* 4. července 1884)
- 1. prosince – Adolf Mas Ginestà, španělský modernistický fotograf (* 1861)
- 6. prosince – Francisco Goñi, španělský fotograf (* 1873)
- 16. prosince – Frank Eugene, americký malíř a fotograf (* 19. září 1865)
- 29. prosince – Robert Demachy, francouzský fotograf (* 7. července 1859)
- 31. prosince – Antonin Personnaz, francouzský fotograf (* 13. října 1854)
- ? – Jadwiga Golczová, polská fotografka, zakládající členka Varšavské fotografické společnosti (Towarzystwo Fotograficzne Warszawskie), v roce 1898 začala vydávat vlastní časopis věnovaný fotografii, nazvaný Światło (* 1866)
- ? – John William Twycross, australský fotograf (* 1871)
- ? – Ricardo Martín, španělský fotograf (* 1882)
- ? – August Schuffert, finský fotograf (* 1855)
- ? – Carolina Cárdenas Núñezová, 33, kolumbijská kreslířka, malířka, fotografka a keramička, průkopnice moderního umění v Kolumbii (* 1903 – 1. dubna 1936)